# Anaea cycloptera
Anaea cycloptera is een vlinder uit de familie van de Nymphalidae. De wetenschappelijke naam van de soort is voor het eerst geldig gepubliceerd in 1937 door Zikán.